# Diplazium acanthopus
Diplazium acanthopus là một loài dương xỉ trong họ Athyriaceae. Loài này được C.Chr. mô tả khoa học đầu tiên năm 1922.